# Aribert Heim
Aribert Heim, kallad Doktor Död, född 28 juni 1914 i Radkersburg, död troligen 10 augusti 1992 i Kairo, var en tysk-österrikisk läkare och SS-Hauptsturmführer. Under andra världskriget utförde han experiment på fångar i koncentrationslägret Mauthausen, varvid ett flertal dog. År 1962 blev Heim internationellt efterlyst.
Heim var SS-läkare i Sachsenhausen 1940, Buchenwald 1941 och i Mauthausen 1941, och anklagades för att ha dödat och torterat många fångar. Det fanns en belöning på 315 000 euro för uppgifter som ledde till hans gripande, utsatt av Simon Wiesenthalcentret, Tysklands förbundsregering och Österrikes förbundsregering.

## Biografi
Heim studerade medicin i Wien innan han 1938 blev medlem i Schutzstaffel (SS). Två år senare gick han med i Waffen-SS. I oktober 1941 blev Heim sänd till Mauthausen där han utförde medicinska experiment på fångarna. Fångarna i Mauthausen kallade Heim för Doktor Död. Överlevare har vittnat om hur Heim försökte experimentera fram metoder att så snabbt som möjligt avliva fångar med injektioner med vatten, bensin och olika gifter i hjärtat. Efter tiden i Mauthausen sändes Heim till ett SS-fältsjukhus i Wien.

### Efter andra världskriget
Den 15 mars 1945 greps Heim av amerikanska soldater och internerades i ett läger för krigsfångar. Han blev frigiven under oklara omständigheter och arbetade som gynekolog i Baden-Baden fram till 1962, då han försvann. Han hade blivit tipsad om att österrikisk polis eftersökte honom för krigsbrott. Man har därefter fått tips att han bott i ett flertal länder, bland annat Spanien, Uruguay, Argentina, Paraguay, Egypten och Brasilien.
Israeliska nazistjägare påstår att de i juli 2008 har sett Heim i Patagonien, antingen i Chile eller Argentina. Heims dotter bor i Puerto Montt, en chilensk hamnstad i norra Patagonien.

## Påstådd död
Danny Baz, en officer i det turkiska flygvapnet, säger att han dödade Heim 1982 på en ö utanför Kaliforniens kust. Han säger att han och en grupp soldater sökte upp krigsförbrytare efter andra världskriget för att hämnas Förintelsen. Polisen är inte övertygad om att han är död, bland annat har polisen hittat bankkonton i hans namn som fortfarande är aktiva. Heims dotter har sagt att hennes far dog 1993 i Argentina, men det finns ingen dödsattest.
Den 4 februari 2009 rapporterade tyska ZDF att Heim dog 1992. Han skall ha avlidit i Kairo där han sedan länge hade varit bosatt samt konverterat till islam. Dödsorsaken sägs vara cancer. Uppgiften rapporteras ursprungligen härstamma från Heims son. I september 2012 fastslog en tysk domstol att uppgiften stämmer.